# 타미시오카리스
타미시오카리스(→,학명: Tamisiocaris borealis 타미시오카리스 보레알리스[*])는 약 5억년 전 캄브리아기에 출현한 방사치류에 속하는 절지동물의 일종으로, 긴 빗 모양의 전방 부속지를 가진 머리 조직 일부가 화석으로 발견되었다.그린란드의 시리우스 파셋에서 발견되었으며, 단계통으로 타미시오카리스속의 모식종이자 유일한 종이다.

## 명칭
속명 타미시오카리스(Tamisiocaris)는 라틴어 타미시움(→체, tamisium)과 그리스어 카리스(→게 또는 새우, caris)의 합성어로, 전방 부속지가 구조상 체와 같은 역할을 했음을 뜻한다. 종소명 보레알리스(borealis)는 라틴어로 '북쪽'을 뜻하며 이는 그린란드에서 최초로 발견된 점에서 기인한 것이다.

## 특징

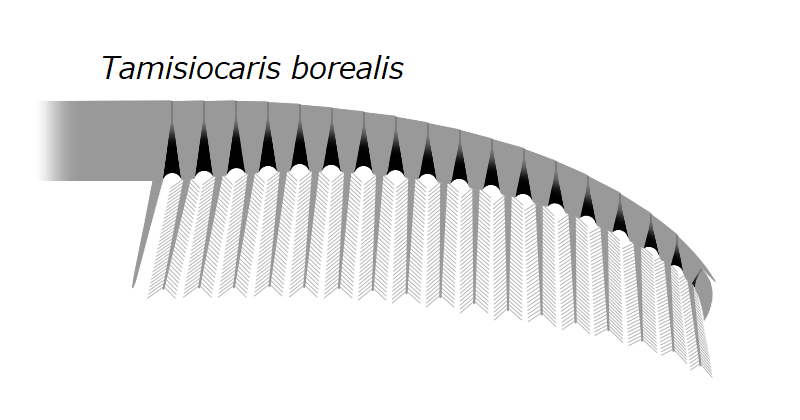
Tamisiocaris borealis의 전방부속지 복원도. 반대편의 내돌기는 생략었으며, 가락마디의 전체 갯수는 임시이다.
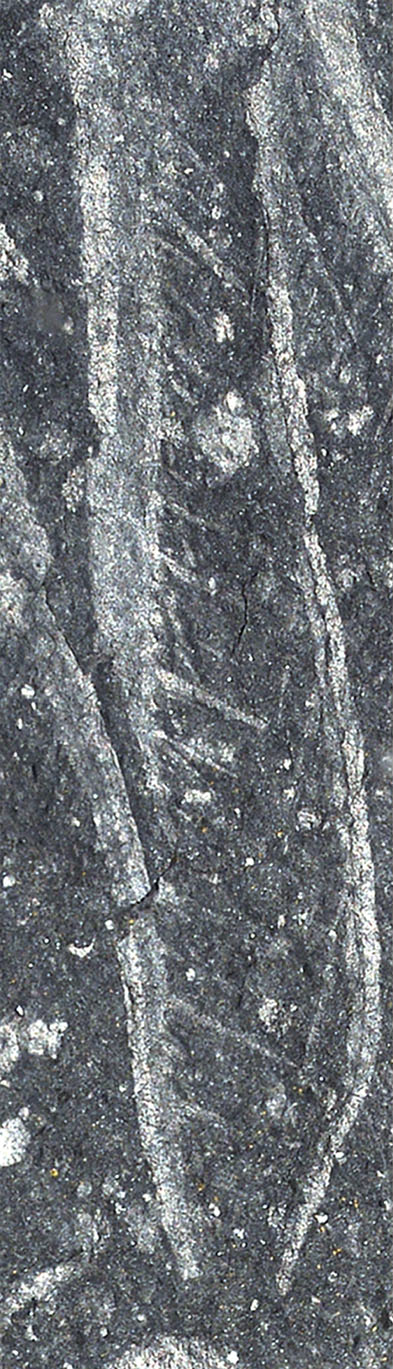
화석표본에 있는 내돌기의 자세한 모습

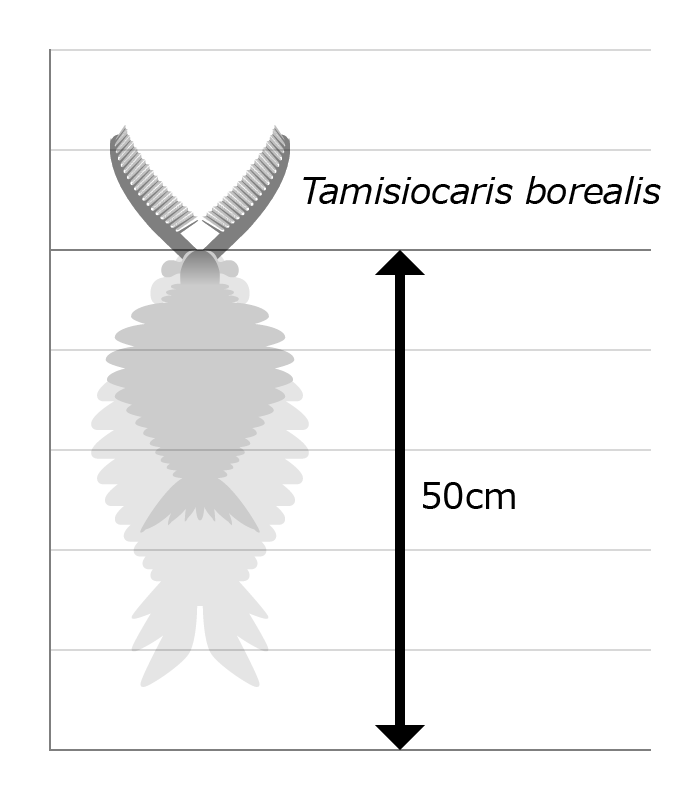
타미시오카리스의 크기 추정도

여러 마디로 나누어진 빗살 모양의 전방부속지가 특징인 방사치류이다. 전방부속지와 머리경판 이외의 구조는 알 수 없다.。
전방부속지는 최대 12cm이며, 최소18마디(자루마디 1개와 나머지 17마디 이상)의 가락마디로 이루어져 있다. 가락마디 사이의 경계선은 아랫부분에서는 불명료하지만 삼각형의 마디사이막으로 크게 나누어져 있어 폭넓은 상하 가동 부위를 가지고 있음이 시사된다. 가락마디의 높이보다 1.5배 이상 긴 내돌기가 거의 모든 가락마디에서 아래를 향해 한 쌍씩 달린다. 내돌기의 길이는 거의 같으며, 아노말로카리스과와 암플렉토벨루아과처럼 가락마디마다 장단을 반복하지는 않는다. 모식종의 경우, 자루마디 이외의 내돌기에는 앞뒤 가장자리에 무수한 가는 가지들이 빽빽이 들어 차 나란히 있어, 전체가 마치 깃털을 닮은 모습이다.또한 몇몇 화석표본에서는 내돌기의 굴곡이나 결손이 보여 유연했을 것으로 여겨진다.
상술한 특징 이외에 모식종의 MGUH 29154 완모식표본의 경우, 전방부속지에 있는 끝가락마디는 굵은 가시 모양이며, 바로 뒤에 있는 마디에는 짧은 윗가시(dorsal spine)가 달린다。마찬가지로 표본 MGUH 30502의 전방부속지에는 둥그스름한 조각이 발견되었는데, 이는 원래 타원형이었던 머리경판(H-element)인 것으로 사료된다.。
몸통은 발견되지 않았으며 Vinther et al. 2014은 이 동물의 몸길이가 40~70cm인 것으로 추정하였는데、전방부속지의 길이를 같이 같은 방사치류인 아노말로카리스와 인노바티오카리스의 비율(각각의 몸길이는 자루마디를 제외한 전방부속지 길이의 약 2배와 2.8배이다)에 맞추어 환산하면, 그 몸길이는 오히려 30cm 전후에 해당한다고 볼 수 있다.

## 생태 및 분포

전방부속지의 예상 가동범위

타미시오카리스는 빗 모양의 전방부속지로 수중의 미시적인 유기체들을 체로 걸러 먹는 현탁섭식자(suspension feeder)였을 것으로 추정한다. 내돌기에 빽빽히 나 있는 가지들의 간격을 추산해 보면 타미시오카리스의 전방부속지는 크기 0.5mm 정도의 작은 입자(현생 요각류의 크기에 해당한다)도 걸러낸 것으로 추측된다. 전방부속지가 좌우에 있는 많은 깃털 모양의 내돌기로 일면의 거름망을 구성하고,이를 위 아래로 움직여 수중의 플랑크톤을 여과해 입으로 운반하여 섭식하였던 것으로 추측된다. 이 섭식방법은 마찬가지로 현탁섭식 또는 여과섭식자로 여겨지는 아이기로카시스와는 크게 다르다(다중 여과장치와 비슷한 전방부속지를 거의 움직이지 않은 채 수중에서 앞으로 이동하며 플랑크톤을 걸러먹은 것으로 여겨진다).
타미시오카리스는 그린란드의 퇴적누층인 시리우스 파셋、에서 발견된 화석표본으로 알려져 있다. 이외에 미국 펜실베이니아주의 킨저스 누층에서 본속유래한 미명명 USNM 90827/PA 388 표본이 발견되었다. Tamisiocaris aff. borealis 임시종으로 동정된 이 화석표본은 겉보기로 전방부속지의 내돌기에 모식종과 같은 빽빽한 가지가 없다. 만약 이것이 원래의 특징이라면, 이 화석표본은 모식종과는 별도의 종으로(후술 참조), 식성도 다를 것으로 추정된다(전방부속지는 플랑크톤이 아니라, 해저의 퇴적물로부터 먹이를 체로 거르는 데 쓰였을 것으로 여겨진다).

## 분류
원기재논문인 Daley & Peel 2010의 시점에서는 유일하게 발견된 MGUH29154 화석표본은 방사치류의 전방부속지를 닮았지만, 가락마디의 경계부나 마디사이막 등 관절다리의 성질이 보존되지 않았기 때문에, 타미시오카리스는 잠정상 방사치류으로 분류되었다. Vinther et al. 2014의 재기재논문에서는 관절다리의 성질을 보존한 새로운 화석 표본으로 인해 타미시오카리스는 방사치류로 인정되어, 전방부속지의 구조·식성과 생태·방사치류의 계통 위치도 자세하게 분석된다.

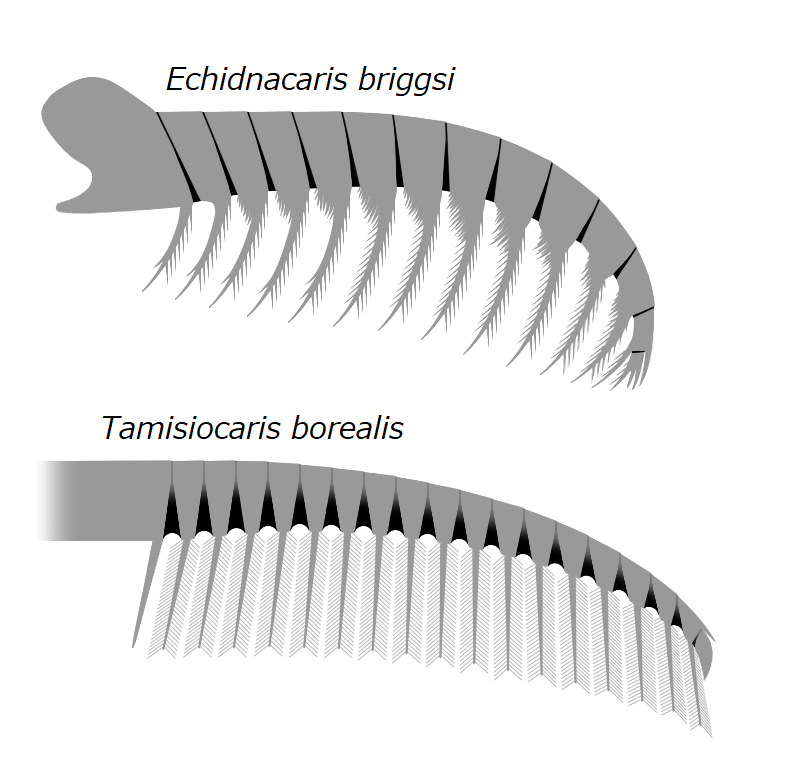
에키드나카리스 (위)와 타미시오카리스 (아래)의 전방 부속지

타미시오카리스속은 타미시오카리스과의 모식속이다. 이 과는 Pates & Daley가 2018년에 창설했다.이전에는  Vinther et al. 2014가 창설했던 케티오카리스과가 같은 의미로 쓰였다. 이 분류명은 '고래새우'라는 뜻으로, 캐나다 출신의 예술가인 존 메사로스(John Meszaros)가 2013년에 그린 가공의 여과섭식성 방사치류의 가학명인 '케티카리스'(Ceticaris)에서 유래한 것이다.(외부 링크 참조) 그러나 이러한 과의 명명은 국제동물명명규약의 조항( ICZN11.7.1.1에 따르면 과명은 모식속의 어간으로부터 만들어져야 한다)에서 빠져있기 때문에 무효로 여겨, Pates & Daley 2018에서 정식으로 유효 학명인 타미시오카리스과로 대체되었다.
대부분의 계통분석에서는, "Anomalocaris" briggsi (예전에 아노말로카리스로 분류된 요개명종)는 타미시오카리스속의 자매군으로 간주되며, 이와 함께 타미시오카리스과로 분류된다.
타미시오카리스속의 표본 중에서 정식으로 명명이 이루어진 종은 그린란드의 시리우스 파셋에서 발견된 모식종 타미시오카리스 뿐이다. 미국 펜실베이니아의 킨저스 누층에서 발견된, 본속 유래의 USNM 90827/PA 388 표본은 시리우스 파셋의 것에 비해 전방부속지의 모든 내돌기에 가지가 없다. 이는 해당 표본의 원래 특징(즉 모식종과는 별개의 종), 아니면 단순히 가시가 화석화 과정에서 떨어져 나간(즉, 타미시오카리스와 동일종일 가능성이 있음)인지는 불확실하기 때문에 독립종으로 명명되지 않고 임시로 Tamisiocaris, aff. borealis로 동정되었다.。

## 발견의 의의
타미시오카리스가 발견되기 이전에는 방사치류를 아노말로카리스나 페이토이아 등의 포식자로 여겼다. 따라서 현탁섭식성인 타미시오카리스의 발견은 이 가설을 뒤집고 방사치류의 다양한 식성을 시사하는 큰 증거로 뽑혔다. 그 후에도 여과섭식성 또는 현탁섭식성 방사치류로 추정되는 아이기로카시스의 발견이 더해져, 이 가설은 한층 더 확고해졌다. 이러한 대형동물이 주인 분류군 내의 포식자와 현탁섭식·여과섭식자라는 대조적 식성 분화는 대형 포식자가 구성 위주인 현생 상어(고래상어)와 고래(수염고래)에서도 볼 수 있으며, 이는 동물의 진화사상 여러 번 독자 발생한 수렴진화의 한 예시이다. 타미시오카리스의 발견으로 나타난 이 현상은 캄브리아기까지 거슬러 올라가게 되어, 타미시오카리스도 가장 오래된 현탁섭식자의 하나로 알려지게 되었다.。
또, 대형 현탁섭식자인 타미시오카리스의 발견을 통해, 캄브리아기에 동물 플랑크톤이 존재하여 방사치류가 이와 공진화했음을 시사한다. 이에 따라 캄브리아기에는 일전의 추측보다 더욱 현대적인 생태 피라미드를 가지는 것으로 나타난다.

## 같이 보기
- 아이기로카시스
- 여과섭식자